# فرودگاه روی ویلکاکس
فرودگاه روی ویلکاکس (به انگلیسی: Roy Wilcox Airport) یک فرودگاه همگانی بهره‌برداری هوایی است که یک باند فرود آسفالت دارد و طول باند آن ۱۲۱۹ متر است. این فرودگاه در شهر چاتوم، آلاباما کشور ایالات متحده آمریکا قرار دارد و در ارتفاع ۵۰ متری از سطح دریا واقع شده است.